# Gaia Tormena
Gaia Tormena (Aosta, 23 de julio de 2002) es una deportista italiana que compite en ciclismo de montaña en la disciplina de campo a través.
Ganó seis medallas en el Campeonato Mundial de Ciclismo por Eliminación entre los años 2019 y 2024, y seis medallas de oro en el Campeonato Europeo de Ciclismo de Montaña entre los años 2019 y 2024.

## Medallero internacional
| Campeonato Mundial | Campeonato Mundial        | Campeonato Mundial | Campeonato Mundial |
| Año                | Lugar                     | Medalla            | Competición        |
| ------------------ | ------------------------- | ------------------ | ------------------ |
| 2019               | Waregem (Bélgica)         | Medalla de oro     | Eliminación        |
| 2020               | Lovaina (Bélgica)         | Medalla de plata   | Eliminación        |
| 2021               | Graz (Austria)            | Medalla de oro     | Eliminación        |
| 2022               | Barcelona (España)        | Medalla de oro     | Eliminación        |
| 2023               | Palangka Raya (Indonesia) | Medalla de oro     | Eliminación        |
| 2024               | Aalen (Alemania)          | Medalla de oro     | Eliminación        |
| Campeonato Europeo |                           |                    |                    |
| Año                | Lugar                     | Medalla            | Competición        |
| 2019               | Brno (República Checa)    | Medalla de oro     | Eliminación        |
| 2020               | Monteceneri (Suiza)       | Medalla de oro     | Eliminación        |
| 2021               | Novi Sad (Serbia)         | Medalla de oro     | Eliminación        |
| 2022               | Anadia (Portugal)         | Medalla de oro     | Eliminación        |
| 2023               | Sakarya (Turquía)         | Medalla de oro     | Eliminación        |
| 2024               | Gibraltar (Reino Unido)   | Medalla de oro     | Eliminación        |